# Glukose
Glukose (druesukker eller dextrose) er et simpelt sukkerstof (et monosakkarid), som har den kemiske formel C6H12O6 (en hexose, se nedenfor). Glukose smager ikke helt så sødt som almindeligt sukrose. 
Det er det grundlæggende kulhydrat, der bliver fremstillet i fotosyntesen. Dermed er glukose også det energibærende stof, der danner nettoprimærproduktionen, og som skaber grundlaget for både græsningsfødekæden og nedbryderfødekæden. Den naturlige variant, D-glukose, kaldes også dextrose, når det bliver brugt i fødevareindustrien.
Glukose er en hexose, dvs. et monosakkarid med seks (hexa er græsk og betyder "seks") kulstofatomer. Set under en anden synsvinkel er glukose også en aldehyd, for det indeholder en CHO-gruppe. Fem af de seks kulstofatomer danner sammen med ét af iltatomerne en ring ("pyranosering"), som er en meget stabil grundstruktur. I ringen er hvert kulstofatom bundet til en hydroxylgruppe og et brintatom. Undtagelsen er det 5. kulstofatom, som er bundet sammen med det 6. kulstofatom uden for ringen, hvor det danner en CH2OH-gruppe.
Når glukose bliver bundet sammen med fruktose opstår disakkaridet sukrose, som er almindeligt sukker. Andre disakkarider med glukose er maltose og mælkesukker eller laktose. Stivelse (amylose og amylopektin), cellulose og glykogen er polysakkarider, dannet som polymerer af glukose.